# Vivarium
Pour les articles homonymes, voir Vivarium (homonymie).

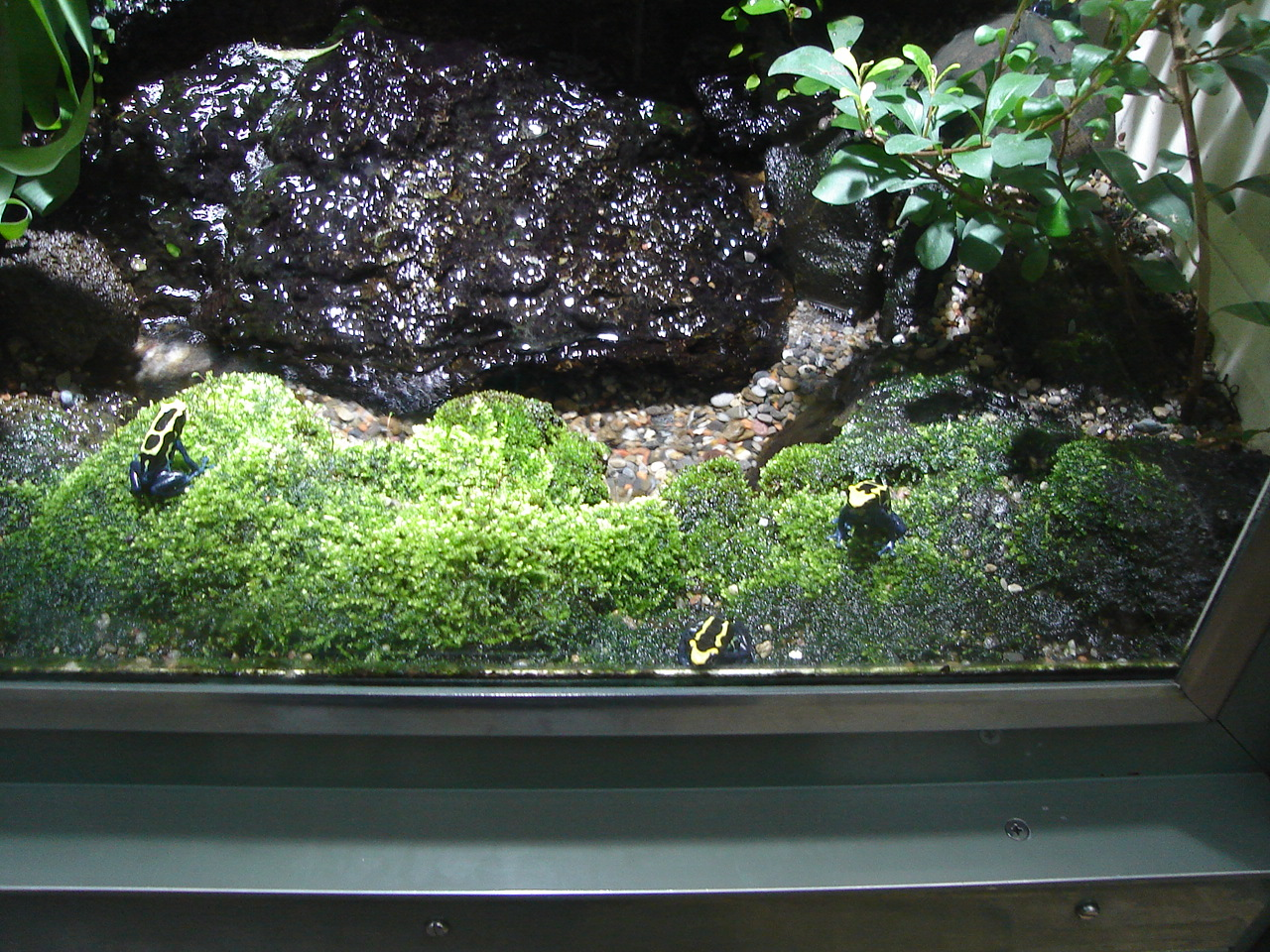
Groupe de Dendrobates à tapirer (Dendrobates tinctorius) dans un vivarium du Zoo de Zurich.

Un vivarium est un endroit où l'on garde et on élève des petits animaux vivants en tentant de reconstituer leur milieu naturel ou biotope.
Il s'agit le plus souvent d'une cage vitrée, avec un toit ou une face amovible afin de pouvoir accéder à l'intérieur de la cage. Il existe aussi des vivariums grillagés qui sont pratiques pour certaines espèces nécessitant une aération abondante.
On y élève le plus souvent des reptiles, des amphibiens ou des insectes mais parfois aussi de petits mammifères. Il existe aussi des vivariums marins pour gros poissons.

## Vivarium public
Un vivarium est également un établissement (ou espace) de présentation et d'élevage d'animaux vivants, ouvert au public et regroupant plusieurs séries de ces cages vitrées, constituées de terrariums ou d'aquaterrariums et conçues comme des dioramas.
Un vivarium public peut être indépendant, être une partie de parc zoologique ou de musée d'histoire naturelle, être associé à un aquarium public ou inclure un insectarium.

### Histoire
Constant Duméril (1774-1860) créa le premier en Europe une « ménagerie de reptiles » au Jardin des plantes de Paris et, grâce aux nouvelles espèces exotiques qu'il put étudier ainsi vivantes, parvint à renouveler complètement l'herpétologie. Le vivarium fut réalisé en 1838 dans l'ancienne maison des singes.
Le premier vivarium public ou maison pour reptiles dans un jardin zoologique a été créé en 1849 au Zoo de Londres. 
À la Ménagerie du Jardin des plantes de Paris, le Palais des reptiles fut édifié en 1870-1874 et le Vivarium des petits animaux fut fondé en 1926.
La maison pour reptiles du Zoo de Cincinnati est le plus vieux bâtiment de zoo américain, datant de 1875.

### Conception
Les vivariums publics se sont développés sur le même modèle : des galeries de terrariums de taille variable, conçues comme des fenêtres ouvertes sur le monde vivant.
Les vivariums publics peuvent être aménagés dans des salles d’exposition à l'intérieur de bâtiments mais aussi dans de grandes serres.
La plupart des vivariums publics comportent un certain nombre de petits terrariums et une ou plusieurs cages vitrées plus grandes, abondamment plantées et agrémentées de vastes bassins.
Certains vivariums publics portent un nom particulier en fonction de leur spécialisation :
- Un herpetarium est un vivarium spécialisé dans la présentation et l'élevage de reptiles et d'amphibiens.
- Un reptilarium est un vivarium spécialisé dans la présentation et l'élevage de reptiles.
- Un serpentarium est un vivarium spécialisé dans la présentation et l'élevage de serpents.

Les conditions climatiques telles que la ventilation, la lumière, la température et l’humidité sont ajustées artificiellement aux besoins particuliers des espèces présentées pour leur assurer des conditions de vie optimales.
Les dispositifs automatisés de contrôle de la température et l’hygrométrie et de traitement de l’air et l’eau peuvent être installés de manière centralisée dans chaque bâtiment ou bien individuellement au niveau de chaque terrarium ou aquaterrarium. 
Pour les reptiles et les amphibiens, sont construits à leur intention des logements spéciaux adaptés à leurs conditions de vie. Animaux poïkilothermes, c’est-à-dire à température variable, ils sont placés dans un environnement à la température adéquate qui doit varier au cours de la journée, en particulier entre période diurne et période nocturne. Il est prévu pour eux des microbiotopes de type tropical, subtropical ou tempéré. Selon la provenance des espèces, sont ainsi aménagés des terrariums humides ou secs, frais ou chauds.
La plupart des animaux aiment se prélasser sous une source de chaleur et se nourrir dans les environs à une plus basse température.
Dans les vivariums, des lampes à infrarouge sont parfois utilisées à cette fin, et pour les espèces de reptiles vivant dans le désert, des lampes à ultraviolet sont aussi utilisées.
La lumière directe du soleil est adéquate si les vitrages permettent le passage des rayons ultraviolets.
Pendant la belle saison, certains animaux, notamment les tortues, peuvent être installés à l’extérieur, dans un jardin paysager. Ces animaux évoluent alors dans des enclos où les espèces terrestres peuvent s’abriter dans de petites maisons vitrées et les espèces aquatiques disposent de bassins.
Un vivarium public peut comporter des installations spéciales pour les animaux nocturnes, constituant un nocturama, dans lequel l'éclairage est inversé par rapport à la photopériodicité naturelle et à l'alternance du jour et de la nuit : avec une lumière faible durant le jour, aussi les animaux seront actifs quand les visiteurs sont là, et avec une lumière forte pendant la nuit pour s'assurer que les animaux dorment. 
Les techniques modernes d'éclairage permettent une transition naturelle de la nuit au jour, et vice-versa, et ainsi une simulation de l'aube et du crépuscule.
D'autres installations possèdent des aménagements adaptés à des conditions spéciales pour les animaux ayant un mode de vie souterrain.
Des vitres permettent aux visiteurs de voir les animaux fouisseurs évoluer sous terre, dans leurs terriers, aussi bien qu'en surface. 
Un tropicarium ou exotarium est un vivarium public spécialisé dans la présentation écologique d'animaux tropicaux ou exotiques de toutes sortes (terrestres comme aquatiques et amphibies, s'il contient un paludarium) :
- animaux vertébrés (mammifères, oiseaux, reptiles, amphibiens, poissons) ;
- animaux invertébrés (insectes, arachnides, myriapodes, crustacés, mollusques).

Il s'agit, en fait, d'un développement vivant des anciens dioramas montrés dans les musées d'histoire naturelle, qui permettent de reconstituer des écosystèmes naturels et de présenter des communautés d'espèces animales dans la végétation appropriée sous le climat adapté en température et en humidité.
Les animaux ne jouent pas un rôle dominant pour le visiteur mais s'intègrent dans leur environnement naturel.